# Grčka drahma
Drahma (grč. δραχμή; množina: δραχμές ili δραχμαί - drachmē', drachmés, od glagola δράσσειν (starogrč. δράττειν) - zgrabiti, uzeti) je naziv za:
1. Antičku valutu nađenu u mnogim grčkim gradovima-državama, te u mnogim 'kraljevstvima' jugozapadne Azije iz helenističkog doba.
2. Tri moderne grčke valute, od kojih je prva uvedena 1831., dok je posljednja zamijenjena Eurom 2001.

## Antička drahma
Ime drahma dolazi od glagola "δράττω" (zgrabiti, uzeti), a to vrijeme se ovaj naziv odnosio na težinu i na jedinicu za kovanice načinjene od srebra, te rjeđe od bakra ili zlata (Ptolemejevići).
Drahma je na cijelome helenističkom području bila raširena jer su mnoge grčke države kovale takav tip novca.

Prve su kovanice prikazivale razne motive sa životinjama, jer su one najčešće bile grbovi grčkih država, a neke od njih su datirane i u 6. stoljeće pr. Kr.

## Moderna drahma
Grčka drahma, ISO 4217: GRD je bila službeno sredstvo plaćanja u Grčkoj. Označavala se simbolom Δρχ., Δρ. ili ₯, a dijelila se na 100 lepta.
Moderna grčka drahma je uvedena 1832. s uspostavom moderne grčke države. Za vrijeme drugog svjetskog rata i njemačke okupacije Grčke, grčka drahma je pogođena katastrofalnom hiperinflacijom, u to vrijeme najvećom u povijesti, tako da je najveća novčanica tiskana od 100.000.000.000 drahmi. Nakon oslobođenja Grčke 1944., prva drahma je zamijenjena drugom u omjeru 50.000.000.000:1. Godine 1953. druga drahma zamijenjena je trećom u omjeru 1000:1.

Grčka drahma zamijenjena je eurom 2002. u omjeru 1 euro = 340,75 drahmi.
U vrijeme zamjene drahme eurom, u optjecaju su bile kovanice od 0,5, 1, 2, 5, 10, 20, 50, 100, 500 drahmi, i novčanice od 100, 200, 500, 1000, 5000 i 10.000 drahmi.